# Ибрахимов, Джавлон Абдулхаевич
Джавлон Абдулхаевич Ибрахимов (узб. Javlon Abdulxayevich Ibrohimov; род. 10 декабря 1990 года; Карши, Узбекская ССР, СССР) — узбекистанский футболист, полузащитник ташкентского «Бунёдкора» и национальной сборной Узбекистана.

## Карьера
Джавлон Ибрахимов начал свою профессиональную карьеру в 2007 году в составе ташкентского «Трактора». В конце того же года после банкротства и расформирования «Трактора» он перешёл в каршинский «Насаф», в котором он выступил один сезон и сыграл в 4 матчах.
В начале 2009 года он подписал контракт с ташкентским «Локомотивом» и выступал за железнодорожцев два сезона, и сыграл в 25 матчах и забил 2 гола. В 2011 году перешёл в ещё один ташкентский клуб «Бунёдкор», в котором выступает до сих пор.
С 2011 года является членом национальной сборной Узбекистана, в котором сыграл 4 матча.

## Достижения
- Чемпион Узбекистана: 2011, 2013
- Серебряный призёр чемпионата Узбекистана: 2012
- Обладатель Кубка Узбекистана: 2012, 2013
- Финалист Кубка Узбекистана: 2014
- Обладатель Суперкубка Узбекистана: 2014